# ROckWrok
«ROckWrok» es el tercer sencillo de la banda de new wave Ultravox!, lanzado por Island Records el 7 de octubre de 1977. Fue el último sencillo a la venta por sí solo siendo lanzado en el Reino Unido (el siguiente, Quirks, vino gratis junto con las primeras copias del segundo álbum Ha! Ha! Ha!) en que el guitarrista original Stevie Shears participaría. El siguiente sencillo a la venta, Frozen Ones, fue lanzado en Alemania, en el mismo año.
ROckWrok, la canción principal y contenida en la cara A, tiene sonidos punk derivados de la batería de Warren Cann, la guitarra de Stevie Shears y el estilo fuerte de voz de John Foxx. La canción fue interpretada en concierto hasta la gira estadounidense de 1979, antes que Foxx se separara de la banda.
Hiroshima Mon Amour, en la cara B, es una versión más roquera de la última canción del álbum Ha! Ha! Ha!, donde tiene un estilo más derivado a los sintetizadores, es decir, es más electrónico; habiendo también una tercera versión, tocada en 1978, en el programa Old Grey Whistle Test. Fue compuesta por Foxx y Billy Currie, quienes tomaron el nombre de la canción por el título de la película de Jean Luc Godard.

## Canciones

### Cara A
- «ROckWrok» - 3:33

### Cara B
- «Hiroshima Mon Amour» (versión alternativa) - 4:54

## Créditos
- John Foxx: voz.
- Chris Cross: bajo eléctrico.
- Stevie Shears: guitarra.
- Warren Cann: batería.
- Billy Currie: teclados y sintetizadores.